# Topo Soft
Topo Soft és una empresa de videojocs espanyola que va realitzar bona part de la seva producció entre la dècada dels 80 i la dels 90.
Els seus orígens es remunten a quan Javier Cano i Emilio Martínez sent molt joves, van començar en el món de la programació realitzant un senzill videojoc educatiu anomenat MapGame venent-lo a la zona de Madrid. Allí van contactar amb un representant d'Erbe Software. Més endavant van realitzar el Ramón Rodriguez i el seu llançament definitiu de la mà d'Erbe Software: Las tres luces de Glaurung (1986). Després d'això, van passar a anomenar-se Topo Soft per a plantar-li cara a la ja establerta Dinamic i van començar a generar molts dels videojocs que es compten avui en dia com a obres genials de l'edat d'or del soft espanyol. A diferència d'altres productores espanyoles de videojocs de l'època, que constituïen empreses independents, Topo Soft era una subsidiària de Erbe Software i depenia per complet de l'adreça de la mateixa.
La major part de la seva producció va ser realitzada per a Spectrum, Amstrad i MSX, els quals dominaven el mercat a Espanya en aquest moment.
El nom és a causa d'una botiga de videojocs de la zona del Retiro de Madrid.
Aquesta empresa va acabar les seves activitats el 1992 a causa de diverses causes comunes a gairebé totes les companyies de videojocs espanyoles de l'època.

## Història
Els seus orígens es remunten a quan Javier Cano i Emilio Martínez Tejedor, sent molt joves, van començar al món de la programació realitzant un senzill joc educatiu de geografia, MapGame, venent-ho en el Rastro de Madrid. Allí van contactar amb un representant d'Erbe Software, i els dos programadors van ser contractats per la companyia. Dins d'Erbe, i usant aquesta marca, van publicar el seu MapGame i altres dues produccions més, Ramón Rodríguez i Las tres luces de Glaurung. Després d'això, Erbe Software va decidir dividir labors, i crear una marca subsidiària que s'encarregués de produir videojocs, mentre el segell d'Erbe es dedicaria a les labors de distribuir-los. Així va néixer Topo Soft.
Un anunci en la revista Micromanía, referent de videojocs en l'època, va permetre contactar amb els germans Alberto i Luis López Navarro. Aquests van fer tres desenvolupaments específics per MSX: Colt 36, Ale-hop i Temptations. No obstant això, malgrat la bona rebuda dels títols i l'oferta d'incorporar-los en plantilla, tots dos van declinar l'oferta per fer estudis universitaris
Al principi en l'estudi es treballava amb col·laboradors, que actualment es coneix com a freelancers, treballadors que s'uneixen a un projecte concret tot i que no forma part integrant de l'estudi.
Entre els primers jocs hi ha Survivor, un joc amb certes reminiscències de la pel·lícula Alien o l'esmentat Colt 36, que passava per ser un arcade basat en el llunyà oest americà. Tots aquests jocs tenien en comú el fet d'estar programats en poques setmanes i ser-ho per a sistemes de 8 bits, si bé no hi ha un comú denominador en aquest sentit, doncs Topo publicava generalment jocs per a tots els sistemes de 8 bits, però de vegades, les de menys, per a un dels sistemes només.
L'estratègia comercial de l'estudi va canviar amb el temps, afavorida pel llavors gerent d'ERBE, Paco Pastor, que va veure la possibilitat de crear un estudi que competís de tu a tu amb altres estudis de programació més potents i davant la demanda, cada vegada major, de jocs de 8 bits, doncs el parc d'ordinadors venuts augmentava de manera considerable. Part de la gran demanda de jocs de 8 bits va venir donada per la rebaixa en els preus que es va produir al llarg de 1987, on es va passar d'un preu que rondava les 2000 pessetes a menys de 1000, amb l'objecte de combatre la forta pirateria existent al mercat espanyol. La pionera en aquest sentit va ser Erbe i la mesura va aconseguir multiplicar les vendes legals de videojocs, posant a Erbe i, per tant, a Topo en una posició privilegiada al mercat. Amb això l'estratègia de l'estudi passava per la creació d'equips de treball propis, augmentant així mateix la plantilla de treballadors amb el consegüent creixement en mitjans (ordinadors, instal·lacions...) de la companyia, si bé no es prescindia totalment de la figura del freelancer.
Amb el creixement de la companyia es van sumar noves cares al projecte, com és el cas de Gabriel Nieto, aleshores director d'una coneguda revista de videojocs: Micromanía.
Entre les cares noves que es van incorporar, encara que no en la faceta de programador, estava Alfonso Azpiri, conegut dibuixant, que fet i fet va acabar dibuixant la major part de les portades de jocs de Topo.
A finals dels anys 1980 el mercat mundial va començar la seva transició als 16 bits, en el qual es trobava immers fora de les fronteres d'Espanya, particularment en països com Estats Units o Regne Unit. El problema és que el parc d'ordinadors de 16 bits venuts a Espanya era molt petit, de manera que això unit al superior desemborsament que exigia la programació d'un joc per 16 bits, en el qual es necessitava un equip de desenvolupament molt major així com majors temps, va fer que Topo juntament amb altres companyies seguissin programant en 8 bits malgrat el continu avanç de la tecnologia. Alguns dels jocs programats en aquesta època són Viaje al centro de la tierra o Perico Delgado, Metrópolis o Ice Breaker, entre d'altres.
La major part de la producció de Topo va ser realitzada per a ZX Spectrum, Amstrad CPC i MSX, els quals dominaven el mercat a Espanya en aquest moment. Hi ha dues teories respecte a l'origen del nom: es diu que és a causa que Javier i Emilio van començar a treballar en un soterrani de les oficines d'Erbe, o que prové d'una botiga de jocs de la zona del Retiro de Madrid. Encara que en la revista Retro Gamer (edició en espanyol), número 27, pàgina 69 s'afirma que "Topo Soft era el nom d'una petita d'informàtica situada en els passadissos de la madrilenya estació d'Atocha"
El 1989, per desavinences amb la cúpula d'Erbe Software, els dos fundadors deixen la companyia per formar Animagic. A partir d'aquest moment, i segons Erbe va començar a decantar-se pel mercat de la distribució de videoconsoles i per la localització i distribució de títols de 16 bits de companyies com LucasArts i Sierra entre d'altres, va començar a deixar la producció pròpia de Topo cada vegada més en un segon pla. Això, unit a la crisi que va assotar el mercat del videojoc, afectant severament a totes les companyies espanyoles, van fer que Topo minvés a poc a poc. Així i tot, la seva activitat es va perllongar més enllà del final de l'edat d'or del programari espanyol, treballant en 1993 per a Televisió Espanyola en una secció del programa El precio justo.

## Evolució comercial
Des d'un punt de vista comercial Erbe/Topo Soft va implementar estratègies que mai abans s'havien vist al món dels videojocs. La venda de pack de videojocs, amb els quals es podien adquirir diversos jocs pel preu al que normalment s'adquiria un va ser un dels pilars de l'èxit comercial de la distribuïdora/estudi. Es venien també dues unitats al preu d'un, tot això després de practicar-se la substanciosa rebaixa que va portar a vendre jocs per sota de les 1.000 pessetes. Es va passar de produir mitja dotzena de videojocs a l'any a produir més de 10, passant de tenir un parell de programadors a un equip complet de programadors i grafistes recolzat per programadors de l'apartat sonor. La incorporació a l'estudi del fins a aquell moment responsable de la revista Micromania suposava per a l'estudi comptar amb el suport d'un dels mitjans de difusió més llegits entre els joves de l'època.
També cal remarcar les aliances que va establir Erbe, apareixent Topo juntament amb signatures distribuïdores en el Regne Unit, el major mercat del continent en aquells moments. US Gold va ser distribuïdora dels jocs de Topo a Regne Unit, no obstant això les aliances van ser més enllà, distribuint Erbe gran quantitat de jocs de múltiples companyies angleses a Espanya, la qual cosa al final redundava en l'economia de Topo.
L'altre aspecte en el qual Topo es va saber moure va ser en el de les llicències, particularment a l'hora d'atreure figures conegudes, del món de l'esport essencialment. I en aquest cas cal parlar de jocs com Drazen Petrovic o Perico Delgado però sobretot de Emilio Butragueño, que va batre xifres pel que fa a diners pagats a un estrella per aparèixer en un videojoc, amb una xifra que rondava els 10 milions de pessetes, però també en el nombre de còpies venudes, superant les 100.000. Tot això dona fe de com de petit estudi de producció gairebé artesanal es va passar a una producció similar a la d'altres estudis, bàsicament anglosaxons, ampliant plantilla, ampliant mitjans o desenvolupant estratègies o aliances comercials.
No obstant això també existeixen crítiques, i en 2019 Eugenio Barahona i Cancho van reconèixer que de vegades la planificació per produir una determinada quantitat de videojocs va afectar la qualitat, quedant sense temps per "rematar-los en condicions, o simplement testearlos de cara a balancejar la seva jugabilitat abans de treure'ls a la venda".

## Decadència de l'estudi i fi
L'arribada de productes com les consoles al mercat espanyol va suposar la punta per a molts estudis de programació, entre ells Topo Soft. El mercat dels videojocs havia canviat en uns pocs anys i les companyies no s'havien adaptat, generalment per males visions de negoci o bé per dificultats econòmiques (el pressupost per a desenvolupament de jocs en 16 bits era molt superior al que es manejava en 8 bits, mentre que per a la programació en videoconsoles els cànons exigits per Nintendo o Sega estaven fos de l'abast de qualsevol desenvolupadora). Fora d'Espanya els 16 bits s'obrien pas, amb el Commodore Amiga 500 com a cap visible. Ja en 1989/90 es podia jugar a videojocs com The Secret of Monkey Island o Shadow of the Beast en 16 bits, amb totes les millores tècniques que aquestes màquines proveïen, gammes de colors molt més riques, scroll molt més suau en diversos plànols així com resolucions més elevades, mentre que en 10 anys, els que van de 1982 a 1992, plataformes com Spectrum amb prou feines van millorar afegint una mica de memòria RAM o sistemes d'emmagatzematge en disc, però seguien estant limitades per la mateixa arquitectura inherent al sistema.
L'adveniment d'aquestes màquines va fer que ERBE, que de fet finançava i distribuïa els jocs de Topo, enfoqués el seu negoci a aquells dispositius que fossin més rendibles. I si bé en 1990 encara havia comprat per 8 bits, en els successius mesos i anys es va fer més que evident que el mercat de 8 bits es moria i amb Topo, ja que no es van realitzar esforços a adaptar l'empresa al nou mercat.
Aquest nou enfocament, l'aparició de noves plataformes de videojocs, va suposar la sortida d'altra banda de Paco Pastor, responsable d'ERBE i un dels principals impulsors de Topo, la qual cosa unit a l'acomiadament de programadors a causa del descens de vendes va posar a Topo en una situació delicada.
Amb Paco Pastor fora d'ERBE i aquesta enfocada en altres àrees de negoci, va ser Rafa Gómez qui es va encarregar de dirigir els últims anys la companyia en uns moments en què els seus rivals es trobaven o bé en procés de desaparició, cas de Opera Soft, o bé reconvertint-se, com és el cas de Dinamic amb Dinamic Multimedia. Amb la incorporació de Rafa Gómez a ERBE es va tancar definitivament l'estudi, en un procés que es va dilatar fins al 1994, en el qual gradualment els llançaments van ser a menys, si bé es van arribar a publicar en 16 bits, com és el cas de Luigi y Spaghetti.

## Llistat de jocs/aplicacions llançats amb el seu segell
| Joc                             | Any de llançament | Plataformes                                                                     | Notes                                                                            |
| ------------------------------- | ----------------- | ------------------------------------------------------------------------------- | -------------------------------------------------------------------------------- |
| AleHop                          | 1988              | MSX                                                                             |                                                                                  |
| Black Beard                     | 1988              | Spectrum, Amstrad i MSX                                                         | Arcade de perspectiva zenital                                                    |
| Black Crown                     | 1991              | PC                                                                              | Estratègia                                                                       |
| Chicago's 30                    | 1988              | Sinclair ZX Spectrum, MSX, Amstrad CPC, Atari ST                                | Arcade de scroll horitzontal                                                     |
| Coliseum                        | 1988              | Sinclair ZX Spectrum, MSX, Amstrad CPC                                          | Arcade amb scroll horitzontal                                                    |
| Colt 36                         | 1987              | MSX                                                                             | Arcade basat en el llunyà oest amb scroll vertical                               |
| Cray-5                          | 1987              | Spectrum i Amstrad                                                              | Programat originalment per Amstrad CPC, versió de Spectrum per Retroworks (2010) |
| Desperado                       | 1987              | Sinclair ZX Spectrum, MSX, Amstrad CPC, Atari ST, Commodore Amiga, Commodore 64 | Arcade basat en el llunyà oest amb scroll vertical                               |
| Desperado 2                     | 1991              | Spectrum, MSX, Amstrad CPC i MSDOS                                              | Arcade basat en el llunyà oest amb scroll horitzontal                            |
| Drazen Petrovic Basket          | 1989              | Spectrum, MSX, Amstrad CPC, MSDOS i Commodore 64                                | Simulador esportiu amb vista zenital                                             |
| Emilio Butragueño Futbol        | 1988              | Spectrum, MSX, Amstrad CPC, Commodore 64 i PC                                   | Simulador esportiu amb vista zenital                                             |
| Emilio Butragueño Futbol 2      | 1988              | Spectrum, MSX i Amstrad CPC                                                     | Simulador esportiu amb vista zenital                                             |
| El mundo perdido                | 1986              | Spectrum, MSX                                                                   | Videoaventura                                                                    |
| Gremlins 2                      | 1990              | Spectrum, MSX i Amstrad CPC                                                     | Arcade amb scroll horitzontal                                                    |
| Ice Breaker                     | 1990              | Spectrum, MSX i Amstrad CPC                                                     | Arcade de perspectiva zenital i scroll vertical                                  |
| La espada sagrada               | 1988              | Spectrum, MSX, Amstrad CPC i MSDOS                                              | Videoaventura                                                                    |
| Lorna                           | 1990              | Spectrum, Amstrad, MSX, Atari ST, Amiga i PC                                    | Arcade amb scroll horitzontal                                                    |
| Luigi y Spaghetti               | 1992              | PC                                                                              | Plataformes amb scroll horitzontal                                               |
| Luigi en circusland             | 1994              | PC                                                                              | Plataformes amb scroll horitzontal                                               |
| Mad Mix game                    | 1988              | Spectrum, MSX, Amstrad CPC, Commodore 64, Atari ST i PC                         | Comecocos amb perspectiva 2D                                                     |
| Mad Mix game 2                  | 1990              | Spectrum, MSX, Amstrad CPC i PC                                                 | Comecocos amb perspectiva 3D                                                     |
| METRÓPOLIS                      | 1989              | Spectrum, MSX, Amstrad CPC i Commodore 64                                       | Arcade multipantalla                                                             |
| Olimpiadas 92                   | 1992              | PC/MS DOS                                                                       | Simulador esportiu                                                               |
| Perico Delgado Maillot Amarillo | 1989              | Spectrum, MSX, Amstrad CPC i PC                                                 | Simulador esportiu amb vista zenital i lateral                                   |
| R.A.M.                          | 1990              | Spectrum, MSX, Amstrad CPC i PC                                                 | Arcade amb vista lateral multipantalla                                           |
| Rock'n Roller                   | 1988              | Spectrum, MSX, Amstrad CPC i PC                                                 | Arcade automobilístic de perspectiva zenital                                     |
| Score 3020                      | 1989              | Spectrum, MSX i Amstrad CPC                                                     | Joc de pinball                                                                   |
| Silent Shadow                   | 1988              | Spectrum, MSX, Amstrad CPC, Commodore 64 i PC                                   | Arcade amb scroll vertical i perspectiva zenital                                 |
| Spirits                         | 1987              | Spectrum, MSX i Amstrad CPC                                                     | Videoaventura multipantalla                                                      |
| Stardust                        | 1987              | Spectrum, MSX, Amstrad CPC i PC                                                 | Arcade amb scroll vertical i perspectiva zenital                                 |
| Super Scrylis                   | 1994              | PC                                                                              | Jugo d'habilitat desenvolupat amb Goldy Games                                    |
| Survivor                        | 1987              | Spectrum, MSX i Amstrad CPC                                                     | Arcade multipantalla                                                             |
| Temptations                     | 1988              | MSX                                                                             | Plataformes                                                                      |
| Titanic                         | 1988              | Spectrum, MSX, Amstrad CPC, i PC                                                | Arcade amb scroll multidireccional                                               |
| Tour 91                         | 1991              | Spectrum, MSX, Amstrad CPC, i PC                                                | Simulador esportiu amb perspectiva lateral o zenital                             |
| Tuareg                          | 1988              | Spectrum, MSX i Amstrad CPC                                                     | Videoaventura multipantalla                                                      |
| Viaje al centro de la Tierra    | 1989              | Spectrum, MSX, Amstrad CPC, Commodore 64, Atari ST, Amiga i PC                  | Videoaventura multipantalla                                                      |
| Wells & Fargo                   | 1988              | Spectrum, MSX i Amstrad CPC                                                     | Arcade amb scroll horitzontal basat en el llunyà oest                            |
| Whopper chase                   | 1987              | Spectrum, MSX, Amstrad CPC, i Commodore 64                                      | Arcade promocional regalat en la cadena de restauració Burger King               |
| Zona 0                          | 1991              | Spectrum, MSX, Amstrad CPC i PC                                                 | Arcade amb scroll multidireccional                                               |

## Aplicacions de 16 bits
- Quickit, un entorn gràfic per al maneig de MS-DOS.

## Desenvolupadors
Al llarg de la seva existència molta gent va treballar en Topo, alguns exercint diversos rols (com a programador i grafista), per la qual cosa s'indica la seva funció més coneguda:
| Programadors              | Músics                      | Grafistes                   | Portades          | Producció            |
| ------------------------- | --------------------------- | --------------------------- | ----------------- | -------------------- |
| Adolfo Gutiérrez          | César Astudillo (Gominolas) | Alfonso Fernández Borro     | Alfonso Azpiri    | Javier Cano Ciruelas |
| Agustín Alcázar           | Salvador Martín Puchecha    | Jorge Azpiri                | Julio Martín Erro | Gabriel Nieto        |
| Agustín Guillén           | Gonzalo Martín              | Julio Martín Erro           |                   |                      |
| Alberto Blanco            | TPM                         | Miguel Blanco Viu           |                   |                      |
| Alberto López Navarro     |                             | Rafael Ángel García Cabrera |                   |                      |
| Alejandro Andre           |                             | Ricardo Cancho Niemietz     |                   |                      |
| Carlos Arias Alonso       |                             | Roberto Potenciano Acebes   |                   |                      |
| Daniel Gutiérrez          |                             | Javier Cano Ciruelas        |                   |                      |
| David López Guaita        |                             |                             |                   |                      |
| Emilio Martínez Tejedor   |                             |                             |                   |                      |
| Eugenio Barahona Marciel  |                             |                             |                   |                      |
| Fernando Díaz             |                             |                             |                   |                      |
| G. Marcos                 |                             |                             |                   |                      |
| Gabriel Ortas             |                             |                             |                   |                      |
| Gonzalo Martín Erro       |                             |                             |                   |                      |
| Javier Arévalo Baeza      |                             |                             |                   |                      |
| Javier Cano Ciruelas      |                             |                             |                   |                      |
| Jesús Medina              |                             |                             |                   |                      |
| José Manuel Garde         |                             |                             |                   |                      |
| José Manuel Lazo          |                             |                             |                   |                      |
| José Manuel Muñoz Pérez   |                             |                             |                   |                      |
| José Carlos Arboiro       |                             |                             |                   |                      |
| Juan Carlos Arévalo Baeza |                             |                             |                   |                      |
| Juan Carlos García        |                             |                             |                   |                      |
| Luis López Navarro        |                             |                             |                   |                      |
| Rafael Gómez              |                             |                             |                   |                      |
| Salvador Casamiquela      |                             |                             |                   |                      |